# Virginia Calvo Gómez
Virginia Calvo Gómez (Madrid, 1979) es empresaria española, directora ejecutiva del fabricante y distribuidor de productos tecnológicos Atlas Informática,además de fundadora y directora de operaciones de GIANTX, el club de deportes electrónicos.

## Carrera
Virginia Calvo era fisioterapeuta, pero se licenció en Empresariales en la Universidad Autónoma de Madrid (1999) y cursó un máster en la Cámara de Comercio de Málaga (2013).

### Atlas informática
En 2004 fundó Atlas Informática, un fabricante y distribuidor de productos tecnológicas con marcas propias como NOX, KROM, OZONE y Drift. Bajo el abrigo de las marcas de Atlas abrieron una tienda electrónica denominada vsgamers, especializada en el mundo de los jugadores de videojuegos. Llegaron a facturar 21 millones de euros (1,8 millones de euros de beneficios) durante la pandemia.
En 2024 se vendió al grupo YF Networks (PcComponentes) aunque Virginia Calvo sigue actuando como CEO de la compañía.

### Giants Gaming
En 2008 llegaron a un acuerdo con un grupo de jugadores de videojuegos llamado Giant y, en 2011 participó en la fundación del club español de deportes electrónicos Giants Gaming (actualmente GIANTX), en el que empezó desarrollando un perfil de relaciones institucionales para, en 2021, pasar a ser directora de directora de ventas y, en 2024, convertirse en la directora de operaciones de la compañía. En Good Game Group, matriz de GIANTX, se encargó de las conversaciones para el desembarco de Vodafone para los derechos del nombre del club y promocionó la estrategia de contenidos que atrajo a empresas como Nike, Burger King, Nesquik, Kit Kat, Chupa Chups, Babybel y Sony Music.En la fusión con el club británico Excel, el fondo JRJ se quedó con la mayoría accionarial.
Del 2018 al 2022 fue miembro de la Asociación de Clubes de Esports como secretaria ejecutiva.
En 2023 abrió una empresa de innovación y capital riesgo bajo el abrigo de Giants Gaming, denominada Giants Innovation Hub junto a José Ramón Díaz, Tomás Gasset, de Urbania International, y el emprendedor e inversor Álvaro Villacorta con la visión de apoyar a emprendedores relacionados con la cultura del ocio, los videojuegos e internet, con inversiones entre 100.000 € y 3.000.000 €.

## Reconocimientos
- Galardón Victoria Empresaria del año (2021)[14]
- TOP 100 Malagueños del año (Diario SUR, 2021)
- Trayectoria Empresarial (2022)[15]
- Empresario del año de los EBLive Awards (2022 y 2023)[16]
- TOP 100 personas Creativas en los Negocios (FORBES 2023)
- TOP 100 Mujeres Influyentes del Deporte (Women Sports Institute, 2022 y 2023).[17]

## Activismo
Virginia Calvo ejerce de activista a favor de la inclusión de la mujer en el universo del videojuego, sobre todo desde el punto de vista del respeto y en contra del acoso (sexual y por razones de sexo)además de crear más vocaciones en el sector CTIM.En 2019 y bajo su auspicio Giants Gaming creó un equipo formado íntegramente por mujeres.